# Feed (televisión)
Un feed es una estación, generalmente de televisión, cuya labor es transmitir o retransmitir la programación publicada y estructurada por una cadena televisiva. También son llamados complejos televisivos, distribuidores de señales, o estaciones repetidoras. 
El uso de distintos feeds es muy común en televisiones que suelen abarcar una región extensa de territorio geográfico y, que debido a los distintos factores desiguales como horario, gustos, cultura, etc. no pueden transmitir una sola señal para toda el área. Por ello la señal es estructurada y dividida en distintas secciones o cortes de manera que se adapte al público de destino.